# Двигатель Nissan KA
Nissan KA — серия рядных четырёхцилиндровых бензиновых двигателей внутреннего сгорания объёмом 2,0—2,4 л, выпускавшихся японской компанией Nissan с 1988 по 2021 год. Их блоки цилиндров сделаны из чугуна, а головки — из алюминия. Несмотря на высокую мощность, двигатели не оснащены балансировочными валами.
При установке на легковые автомобили на KA24 дополнительно устанавливался пояс коленчатого вала. У Nissan Hardbody и Nissan Frontier коленвала не было.

## KA20

### KA20DE
KA20DE являлся шестнадцатиклапанным двигателем DOHC, который выпускался с июня 1999 по август 2007 года. Устанавливался на коммерческие автомобили внутреннего рынка Японии.

### Технические характеристики
- Диаметр цилиндра × Ход поршня: 86 мм
- Мощность: 88 кВт (120 л. с.) при 5200 об/мин (Caravan E24 / E25, Atlas F23); 92 кВт (125 л. с.) при 5600 об/мин (Datsun Truck D22)
- Крутящий момент: 169 Н⋅м при 2800 об/мин (Caravan E24/Atlas F23); 171 Н⋅м при 3200 об/мин (Datsun Truck D22)
- Клапанный механизм: DOHC
- Клапанов: 16
- Степень сжатия: 9,5:1

### Устанавливался на
- 1999.06—2007.06 Nissan Atlas (F23)
- 1999.06—2001.04 Nissan Caravan (E24)
- 2001.04—2007.08 Nissan Caravan (E25)
- 1999.06—2002.08 Nissan Datsun Truck (D22)

## KA24

### KA24E
KA24E являлся шестнадцатиклапанным двигателем DOHC, который выпускался с июля 1988 по январь 1997 года. Двигатель оснащался системой электронного впрыска топлива Hitachi, шатунами из литой стали и алюминиевой головкой блока цилиндров.

#### Технические характеристики
- Диаметр цилиндра × Ход поршня: 89 мм × 96 мм
- Мощность: 100 кВт (134 л. с.) при 5200—5600 об /мин (Navara / Hardbody (D21))
- Крутящий момент: 206 Н⋅м при 4400 об/мин (Navara / Hardbody (D21)); 209 Н⋅м при 3600 об/мин
- Клапанный механизм: SOHC
- Клапанов: 12
- Степень сжатия: 8,6:1 (9,1:1 у ранних 240SX 1989 года выпуска)
- Привод ГРМ: цепь

#### Устанавливался на
- 1989—1990 Nissan 240SX
- 1990—1997 Nissan D21 Truck
- 1990—1998 Sunny (B13)
- 1997—1999 D22 Navara (Австралия)
- 1990—1995 Nissan Pathfinder
- 1989—1995 Nissan Axxess / Nissan Prairie (за исключением Великобритании)
- 1999—2001 Isuzu Fargo (ребеджинг Nissan Caravan)
- 1990—1992 Nissan Stanza (США)
- 1989—1992 Nissan Pintara / Ford Corsair
- 1993—1996 Nissan Terrano II (Европа)

### KA24DE
KA24DE являлся 2,4-литровым (2389 см3) двигателем, который устанавливался на многие легковые и грузовые автомобили Nissan. Большинство двигателей выпускалось в Мексике и устанавливалось на все модели производства Nissan USA, кроме 240SX, Altima (1994—1997) и Bluebird (U13). У KA24DE клапанный механизм DOHC и 4 клапана на цилиндр.

#### Технические характеристики
- Диаметр цилиндра × Ход поршня: 89 мм × 96 мм
- Мощность: 116 кВт (157 л. с.) при 5600 об /мин (Navara / Frontier (D22)); 110 кВт (148 л. с.) при 5600 об/мин (Xterra); 107 кВт (143 л. с.) при 5200 об/мин
- Крутящий момент: 217 Н⋅м при 4400 об/мин (Navara / Frontier (D22)); 208 Н⋅м при 3600 об/мин; 209 Н⋅м при 4000 об/мин (2000—2004 Xterra)
- Клапанный механизм: DOHC
- Клапанов: 4
- Степень сжатия: 9,5:1 (1991—1998 240SX), 9,2:1 (Navara/Frontier (D22); Xterra)
- Привод ГРМ: цепь

#### Устанавливался на
- 2000—2004 Nissan Xterra
- 1998—2016 Nissan Navara/Frontier (D22)
- 1991—1998 Nissan 240SX
- 1997—2000 Nissan R'nessa (4WD, Япония)
- 1998—2001 Nissan Presage U30 (Япония)
- 1999—2001 Nissan Bassara U30 (Япония)[6]
- 1993—1997 Nissan Bluebird U13
- Isuzu Como
- Nissan Largo
- 1993—1999 Nissan Altima [мощность 112 кВт (150 л. с.); крутящий момент 209 Н⋅м; степень сжатия 9.5:1][7]
- 2000—2001 Nissan Altima [с изменяемыми мощностью и крутящим моментом][8]